# Uroczyska Puszczy Zielonki
Uroczyska Puszczy Zielonki (PLH300058) – specjalny obszar ochrony siedlisk programu Natura 2000 w województwie wielkopolskim o powierzchni 1496,18 ha. Ulokowany jest w powiecie poznańskim na terenie gmin: Pobiedziska, Czerwonak i Murowana Goślina, w granicach Parku Krajobrazowego Puszcza Zielonka. Został wyznaczony 1 marca 2011 roku.
Obszar położony jest na północny wschód od Poznania, w dużym kompleksie leśnym o zwyczajowej nazwie Puszcza Zielonka. Składa się z czterech enklaw:
- fragment doliny rzeki Trojanki z czterema eutroficznymi jeziorami: Głęboczek, Głębocko, Leśne i Worowskie
- eutroficzne Jezioro Bolechowskie z okolicznymi lasami dębowo-grabowymi
- zwarty kompleks dąbrów położony na wschód od Huty Pustej
- rynna polodowcowa z jeziorami: Czarne Małe, Czarne Duże, Kociołek i Pławno
- rejon Dziewiczej Góry z grądami, kwaśnymi dąbrowami oraz łąkami.

Na terenie Uroczysk Puszczy Zielonki znajdują się 4 rezerwaty przyrody:
- Jezioro Czarne
- Jezioro Pławno
- Żywiec Dziewięciolistny
- Las Mieszany w Nadleśnictwie Łopuchówko.

Teren składający się z czterech powiązanych ze sobą enklaw wyznaczony został w celu długotrwałego zabezpieczenia naturalnych siedlisk życia, populacji zagrożonych wymarciem gatunków zwierząt (z wyłączeniem ptaków) takich jak: * kumak nizinny, bóbr europejski, zalotka większa, wydra europejska.

## Siedliska pod ochroną(zkodem siedlisk)
- 3140 twardowodne oligo- i mezotroficzne zbiorniki z podwodnymi łąkami ramienic (Charcteria spp.)
- 3150 starorzecza i naturalne eutroficzne zbiorniki wodne ze zbiorowiskami z Nympheion, Potamion;
- 6410 zmiennowilgotne łąki trzęślicowe (Molinion)
- 6510 niżowe i górskie świeże łąki użytkowane ekstensywnie (Arrhenatherion elatioris),
- 7140 torfowiska przejściowe i trzęsawiska (przeważnie z roślinnością z Scheuchzerio-Caricetea),
- 7210 Torfowiska nakredowe (Cladietum marisci, Caricetum buxbaumii, Schoenetum nigricantis)
- 7230 górskie i nizinne torfowiska zasadowe o charakterze młak, turzycowisk i mechowisk,
- 9170 grąd środkowoeuropejski i grąd subkontynentalny (Galio-Carpinetum, Tilio-Carpinetum),
- 9190 kwaśne dąbrowy (Quercion robori-petraeae)
- 91E0 łęgi wierzbowe, topolowe, olszowe i jesionowe (Salicetum albo-fragilis, Populetum albae,Alnenion glutinoso-incanae) i olsy źródliskowe,
- 91F0 łęgowe lasy dębowo-wiązowo-jesionowe (Ficario-Ulmetum),